# Накхонситхаммарат (аэропорт)
Аэропорт Накхонситхаммарат (тайск. ท่าอากาศยานนครศรีธรรมราช), (ИАТА: NST, ИКАО: VTSF) — гражданский аэропорт, обслуживающий коммерческие авиаперевозки города Накхонситхаммарат (одноимённой провинции, Таиланд). Находится под управлением государственной компании Аэропорты Таиланда.
Порт расположен в 14 километрах от города. Имеет пропускную способность в 188 пассажиров в час в зоне прибытия и 215 пассажиров в час в зоне отправления.
Аэропорт имеет две стоянки для самолётов Boeing 737 и две стоянки для ATR 72. Общая площадь территории аэропорта Накхонситхаммарат 2 902 400 квадратных метров.

## История
Аэропорт Накхонситхаммарат начал свою работу 1 декабря 1998 года с приёма рейсов авиакомпаний Thai Airways International и PBair из Бангкока. До 1985 года Накхонситхаммарат обслуживал небольшой аэродром, находящийся в черте города, в который регулярные рейсы из Сураттхани на самолётах Short 360 совершала авиакомпания Thai Airways Company.
В настоящее время регулярные рейсы в аэропорт выполняют бюджетные авиакомпании Nok Air и Thai AirAsia, количество рейсов в порт в среднем составляет семь в день. Ранее в аэропорту работали авиакомпании Orient Thai Airlines, Thai Airways International и PBair.

## Общие сведения
Аэропорт Накхонситхаммарат расположен на высоте 4 метров над уровнем моря и эксплуатирует одну взлётно-посадочную полосу 01/19 размерами 2100х45 метров с асфальтовым покрытием.

## Статистика по аэропорту
Данные Управления авиации Таиланда:
| Год  | Количество рейсов | Пассажиров | Грузов, кг | Почты, кг | Изменение пасс. трафика, % |
| 1995 | 796               | 30 079     | 93 656     | 0         | ▬ 0,0                      |
| 1996 | 898               | 39 805     | 75 228     | 0         | ▲ 32,33                    |
| 1997 | 1070              | 62 755     | 134 265    | 0         | ▲ 57,66                    |
| 1998 | 1240              | 69 979     | 140 177    | 0         | ▲ 11,22                    |
| 1999 | 726               | 74 712     | 271 891    | 0         | ▲ 6,76                     |
| 2000 | 788               | 82 687     | 373 336    | 115       | ▲ 10,67                    |
| 2001 | 1352              | 92 583     | 425 723    | 0         | ▲ 11,97                    |
| 2002 | 1262              | 90 921     | 546 462    | 0         | ▼ 1,80                     |
| 2003 | 1705              | 104 340    | 820 998    | 0         | ▲ 14,76                    |
| 2004 | 2048              | 131 957    | 1 105 237  | 0         | ▲ 26,47                    |
| 2005 | 2160              | 146 435    | 1 369 876  | 0         | ▲ 10,97                    |
| 2006 | 2275              | 193 231    | 983 837    | 0         | ▲ 31,96                    |
| 2007 | 3488              | 396,737    | 1 587 848  | 0         | ▲ 105,32                   |
| 2008 | 2636              | 299 075    | 1 205 442  | 0         | ▼ 24,62                    |
| 2009 | 2458              | 297 257    | 1 108 671  | 0         | ▼ 0,61                     |
| 2010 | 3365              | 406 792    | 811 327    | 0         | ▲ 36,85                    |
| 2011 | 4610              | 555 015    | 684 214    | 0         | ▲ 36,44                    |